# P. J. Williams
(en) Statistiques sur pro-football-reference
Kenneth Lamar « P. J. » Williams, né le 1er juin 1993 à Ocala, en Floride, est un Américain, joueur professionnel de football américain évoluant au poste de cornerback pour les Saints de La Nouvelle-Orléans au sein de la National Football League (NFL).
Auparavant, il joue au football universitaire pour les Seminoles de l'université d'État de Floride. Il est désigné MVP défensif de la finale nationale NCAA 2014 (dénommée BCS National Championship Game).

## Jeunesse
Williams fréquente la Vanguard High School à Ocala, en Floride. Il y joue au football américain aux postes de cornerback et de wide receiver. Rivals.com le classe comme la neuvième meilleure recrue au poste de safety.
En plus du football américain, c'est aussi un sprinter au sein de l'équipe d'athlétisme. Il réalise son meilleur temps en carrière (10,68 secondes) sur le 100 mètres lors du tour préliminaire du championnat FHSAA 3A District 5 en 2011.

## Carrière universitaire
En tant que véritable freshman en 2012, Williams dispute 14 matchs et enregistre 14 tackles. En 2013, lors de son année sophomore, Williams effectue 35 tackles,trois interceptions et marque un touchdown. Il est désigné MVP défensif de la finale nationale NCAA 2014 (officiellement dénommée 2014 BCS National Championship Game) après avoir réussi sept tackles et une interception,. En 2014, Williams totalise 74 tackles, une interception et un sack.
Le 6 janvier 2015, Williams annonce via Twitter qu'il décide de renoncer à sa saison senior pour se présenter à la draft 2015 de la NFL. Il déclare : « Je vais emmener mon talent dans la NFL, je tiens à remercier la NoleNation pour certaines des 3 meilleures années de ma vie, les souvenirs ne s'effaceront jamais ! ».

## Carrière professionnelle
Williams est l’un des 54 défenseurs universitaires participant au NFL Scouting Combine à Indianapolis, dans l’Indiana. Il effectue tous les exercices et termine premier des defensive backs à la détente horizontale et troisième à la verticale. Son temps médiocre dans le sprint de 40 yards est perçu comme une déception par les scouts et les analystes. Le 31 mars 2015, Williams assiste à la journée des professionnels de la Floride et choisit d'effectuer la majorité des exercices. Il affiche de meilleurs temps dans le sprint de 40 yards (4,48 secondes), au passage des 20 yards (2,55 secondes) et des 10 yards (1,58 secondes), tout en améliorant ses sauts verticaux (41 inches (1,04 m)) et horizontaux (11 ft 3 in (3,4 m)). Plus de 150 scouts, représentants d’équipes et membres des médias assistent à la journée des professionnels dont les entraîneurs Sean Payton des Saints de La Nouvelle-Orléans, Lovie Smith des Buccaneers de Tampa Bay, Mike Tomlin des Steelers de Pittsburgh, Todd Bowles des Jets de New York et Ken Whisenhunt (en)  des Titans du Tennessee. Au cours du processus préliminaire, Williams effectue des séances d'entraînement privées et participe également à des réunions avec quelques équipes, notamment les Buccaneers de Tampa Bay, les Lions de Détroit, les Ravens de Baltimore et les Cowboys de Dallas,.
Le 3 avril 2015, Williams est arrêté pour conduite sous emprise de la boisson, mais le 27 avril, les accusations sont abandonnées pour insuffisance de preuves. À la fin du processus préliminaire, les experts en recrutement et les scouts de la NFL prévoient que Williams sera sélectionné à la draft soit en fin de premier tour ou lors du second. Il est classé troisième meilleur cornerback avant la draft par Sports Illustrated, cinquième par l'analyste NFL Charles Davis ainsi que neuvième selon l'analyste Mike Mayock, et dixième par NFLDraftScout.com,,,.
| Taille             | Poids          | Bras           | Main              | Sprint   | Sprint   | Sprint   | Shuttle 20 yards | 3 cones drill | Détente        | Détente             | Développé couché | Test Wonderlic |
| Taille             | Poids          | Bras           | Main              | 40 yards | 10 yards | 20 yards | Shuttle 20 yards | 3 cones drill | verticale      | horizontale         | Développé couché | Test Wonderlic |
| 6 ft 0 in (1,83 m) | 184 lb (84 kg) | 31 in (0,78 m) | 8 in 5⁄8 (0,22 m) | 4,57 s   | -        |          | 4,28 s           | 7,08 s        | 40 in (1,01 m) | 11 ft 0 in (3,35 m) | 12 reps          |                |

Les Saints de la Nouvelle-Orléans sélectionnent Williams au troisième tour (78e au total) de la draft 2015 de la NFL. Williams tombe dans la draft et est choisi tardivement de façon inattendue par les Saints au troisième tour. Il est le 11e cornerback choisi en 2015. Le 78e choix utilisé pour sélectionner Williams a été acquis aux Dolphins de Miami. En plus de ce choix de draft, les Saints reçoivent Dannell Ellerbe (en) tout en cédant Kenny Stills aux Dolphins.

### Saison 2015
Le 12 mai 2015, il signe un contrat de 3,06 millions de dollars sur quatre ans et une prime de 706 619 dollars à la signature avec les Saints de la Nouvelle-Orléans.
Tout au long du camp d’entraînement, Williams entre en concurrence contre Kyle Wilson (en), Damian Swann (en), Stanley Jean-Baptiste et Delvin Breaux (en) pour le poste de cornerback titulaire. Le 1er septembre 2015, les Saints placent Williams dans la réserve des blessés à la suite d'une déchirure à l'ischio-jambier. Il ne participe à aucun match pendant sa saison rookie. Son coordinateur défensif, Rob Ryan (en), est congédié en novembre.

### Saison 2016
Williams revient à temps pour les activités d'équipe et le camp d'entraînement. Il entre en concurrence avec Damian Swann au poste de cornerback et fait des remplacements pendant que Keenan Lewis (en) est absent pour blessure. L'entraîneur principal Sean Payton désigne Williams aux côtés de Delvin Breaux comme titulaires après que Keenan Lewis ait été libéré.
Il fait ses débuts professionnels en saison régulière et ses débuts en carrière lors du premier match de la saison des Saints les opposant aux Raiders d'Oakland. Le 21 septembre 2016, Williams subit une grave commotion cérébrale alors qu'il effectue un tackle contre le tight end des Giants de New York, Larry Donnell (en). Pendant l'action, la jambe droite de Donnell semble heurter l'épaule de Williams. Williams reçoit ensuite un coup de genou à l'arrière de son casque, accidentellement donné par son coéquipier, linebacker Craig Robertson (en). Sa tête est violemment rejetée en arrière. Williams s’effondre au sol et les joueurs signalent frénétiquement l'incident à leur entraîneur lequel réagit immédiatement en attachant Williams sur une planche dorsale et en l'évacuant du terrain. Bien qu'effectuant des mouvements avec l'extrémité de ses membres, il est transporté dans un hôpital local pour y être examiné,. Le jour même, les Saints placent Williams dans la réserve des blessés (reserve injury) pour le reste de la saison qu'une commotion cérébrale ait été diagnostiquée. Il termine la saison 2016 avec un total de sept tackles dont cinq en solo et deux passes déviées lors de ses deux matchs débutés comme titulaire.

### Saison 2017
Williams débute le camp d’entraînement pour obtenir le poste cornerback titulaire. Il est en concurrence avec le rookie sélectionné lors du premier tour de la draft 2017, Marshon Lattimore. L'entraîneur principal Sean Payton le désigne titulaire avec Ken Crawley (en) pour commencer la saison régulière après que Delvin Breaux (en) se soit fracturé le péroné.
Lors du premier match 2017 des Saints contre les Vikings du Minnesota, il totalise huit tackles malgré la défaite sur le score de 29 à 19. La semaine suivante, il enregistre un record de dix tackles combinés en plus d'une passe déviée lors de la défaite 36-20 face aux Patriots de la Nouvelle-Angleterre. Le 24 septembre 2017 (victoire 34-13 contre les Panthers de la Caroline), Williams réalise trois tackles combinés, dévie une passe et réussit sa première interception en carrière (tentative de passe de Cam Newton). Malgré ses bons bilans en matchs, Williams descend dans la hiérarchie des cornerback de l'équipe en raison d'un problème disciplinaire avant le match de la 4e semaine chez les  Dolphins de Miami. Il devient réserviste derrière les titulaires Marshon Lattimore et Ken Crawley  L'entraîneur principal Sean Payton refuse de commenter davantage l'affaire, affirmant que cela doit rester en interne entre l'équipe et Williams. Au cours du match de la semaine 9 et après quatre matches sans enregistrer de statistiques, Williams enregistre deux tackles combinés et dévie une passe lors d'une victoire 30 à 10 sur les Buccaneers de Tampa Bay. Le 26 novembre 2017, il réussit trois tackles en solo, trois passes déviées et intercepte Jared Goff lors de la défaite 26-20 contre les Rams de Los Angeles. Williams termine la saison 2017 avec 47 tackles dont 34 en solo, neuf passes déviées et deux interceptions lors des 16 matchs disputés dont 6 comme titulaire.
Les Saints remportent le titre de la NFC South avec un bilan de onze victoires pour cinq défaites et se qualifient pour les playoffs. Le 7 janvier 2018, Williams participe à son premier match de série éliminatoire. Le tour de wild card de la NFC oppose les Saints aux Panthers de la Caroline. Il y totalise un tackle et une passe déviée, les Saints remportent le match 31 à 26. La semaine suivante, il totalise quatre tackles et une passe déviée mais les Saints perdent 29-24 face aux Vikings du Minnesota.

### Saison 2018
Au cours de la semaine 8, Williams intercepte une passe du quarterback Kirk Cousins des Vikings du Minnesota. Il la retourne sur 45 yards et inscrit le touchdown (victoire 30 à 20). Il est désigné meilleur joueur défensif de la semaine dans la NFC.

### Saison 2019
Le 2 avril 2019, Williams signe de nouveau avec les Saints, un contrat d'un an pour un montant de cinq millions de dollars.
Il est suspendu pour deux matchs le 15 octobre 2019 pour avoir enfreint la politique de la NFL en matière de toxicomanie. Il est rétabli de sa suspension le 29 octobre, et l'équipe reçoit une exemption de roster pour lui. Il est activé le jour suivant. Dans la semaine 11 contre les Buccaneers de Tampa Bay, Williams enregistre sa première interception de la saison sur une passe lancée par Jameis Winston dans la victoire de 34-17.

## Statistiques

### NCAA
| Année                       | Équipe                      | Statut                      | MJ |       | Plaquages | Plaquages | Plaquages | Plaquages |       | Interceptions | Interceptions | Interceptions | Interceptions |  | Fumbles | Fumbles |
| Année                       | Équipe                      | Statut                      | MJ | Total | Seul      | Ast.      | Sacks     | Nb.       | Yards | Déf.          | TD            | Nb.           | Rec.          |  |         |         |
| 2012                        | Seminoles de Florida State  | Fr                          | 14 | 14    | 9         | 5         | 0         | 0         | 0     | 1             | 0             | 0             | 0             |  |         |         |
| 2013                        | Seminoles de Florida State  | SO                          | 13 | 35    | 21        | 14        | 0         | 3         | 24    | 7             | 1             | 0             | 0             |  |         |         |
| 2014                        | Seminoles de Florida State  | JR                          | 12 | 71    | 50        | 21        | 1         | 1         | 14    | 10            | 0             | 1             | 1             |  |         |         |
| Totaux NCAA / Florida State | Totaux NCAA / Florida State | Totaux NCAA / Florida State | 39 | 120   | 80        | 40        | 1         | 4         | 38    | 18            | 1             | 1             | 1             |  |         |         |

### NFL

#### Saison régulière
| Année               | Équipe                        | MJ |       | Plaquages | Plaquages | Plaquages | Plaquages |       | Interceptions | Interceptions | Interceptions | Interceptions |  | Fumbles | Fumbles |
| Année               | Équipe                        | MJ | Total | Seul      | Ast.      | Sacks     | Nb.       | Yards | Déf.          | TD            | Nb.           | Rec.          |  |         |         |
| 2016                | Saints de La Nouvelle-Orléans | 2  | 7     | 5         | 2         | 0,0       | 0         | 0     | 2             | 0             | 0             | 0             |  |         |         |
| 2017                | Saints de La Nouvelle-Orléans | 16 | 47    | 34        | 13        | 0,0       | 2         | 7     | 9             | 0             | 0             | 0             |  |         |         |
| 2018                | Saints de La Nouvelle-Orléans | 15 | 53    | 44        | 9         | 1,0       | 1         | 45    | 9             | 1             | 2             | 0             |  |         |         |
| 2019                | Saints de La Nouvelle-Orléans | 14 | 42    | 34        | 8         | 1,0       | 1         | 0     | 4             | 0             | 0             | 0             |  |         |         |
| Totaux NFL / Saints | Totaux NFL / Saints           | 47 | 149   | 117       | 32        | 2,0       | 4         | 52    | 24            | 1             | 2             | 0             |  |         |         |

#### Séries éliminatoires
| Année               | Équipe                        | MJ |       | Plaquages | Plaquages | Plaquages | Plaquages |       | Interceptions | Interceptions | Interceptions | Interceptions |  | Fumbles | Fumbles |
| Année               | Équipe                        | MJ | Total | Seul      | Ast.      | Sacks     | Nb.       | Yards | Déf.          | TD            | Nb.           | Rec.          |  |         |         |
| 2017                | Saints de La Nouvelle-Orléans | 2  | 5     | 4         | 1         | 0         | 0         | 0     | 2             | 0             | -             | -             |  |         |         |
| 2018                | Saints de La Nouvelle-Orléans | 2  | 11    | 9         | 2         | 0         | 0         | 0     | 2             | 0             | -             | -             |  |         |         |
| 2019                | Saints de La Nouvelle-Orléans | 1  | 0     | 0         | 0         | 0         | 0         | 0     | 1             | 0             | -             | -             |  |         |         |
| Totaux NFL / Saints | Totaux NFL / Saints           | 5  | 16    | 13        | 3         | 0         | 0         | 0     | 5             | 0             | -             | -             |  |         |         |

## Vie privée
Le 5 octobre 2014, Williams est impliqué dans un accident de voiture à Tallahassee en Floride. Lui et ses deux passagers (dont son coéquipier Ronald Darby) prennent la fuite. Williams pilotait avec un permis suspendu. Le département de la police de Tallahassee (en) identifie initialement l'accident comme un délit de fuite mais déclasse par la suite l'incident. L'accident n'apparait pas dans la base de données publiques en ligne des appels de la police de Tallahassee.
Le 3 avril 2015, Williams est arrêté pour conduite sous influence (Driving under the influence ou en abrégé DUI) toujours à Tallahassee. Williams est intercepté après avoir fait un virage à gauche illégal alors qu'il conduisait un véhicule de location avec un permis suspendu. L'agent de police a affirmé que Williams avait les yeux rougis et larmoyants et qu'il affichait des troubles de la parole. Il est ensuite arrêté après avoir refusé sur place d'effectuer le test de sobriété et par la suite d'avoir refusé l'alcootest à la prison du comté de Leon,. Le 27 avril 2015, les charges sont abandonnées, le rapport administratif du Procureur de l'État indiquant : "L'État est incapable d'apporter la preuve que Williams avait conduit et que ses facultés étaient altérées par l'alcool".